# Sekundærrute 190
Sekundærrute 190 er en rutenummereret landevej i Vendsyssel.
Ruten går fra fra Nørresundby til Hjørring.
Rute 190 har en længde på ca. 48 km.